# Rawez Lawan
Rawez Farhad Lawan (Malmö, 4 ottobre 1987) è un ex calciatore e allenatore di calcio svedese, di ruolo centrocampista, tecnico del Gefle.

## Carriera

### Giocatore
La carriera giovanile di Lawan si è svolta prevalentemente nel Kvarnby IK, squadra minore dell'omonima area urbana nei pressi di Malmö.
Nel 2003 è entrato a far parte delle giovanili del Malmö FF.
Sempre con il Malmö FF, durante la stagione 2005, ha giocato le sue prime cinque partite nella massima serie svedese. Il 10 agosto dello stesso anno ha debuttato in Champions League sostituendo Jari Litmanen nei minuti finali del terzo preliminare di andata contro il Thun. Lawan ha iniziato con il Malmö anche il campionato 2006, che partiva come di consueto ad aprile, collezionando altre due presenze.
Nell'estate del 2006 ha lasciato la Svezia per approdare nel campionato danese all'Horsens. Alla terza presenza con la nuova maglia ha segnato la prima rete, in occasione dell'1-1 casalingo contro l'Esbjerg. Ha chiuso l'annata con 21 presenze in campionato, buona parte di queste disputate da titolare, contribuendo ad evitare la retrocessione in seconda serie. Al termine del campionato seguente è risultato essere il terzo giocatore più prolifico dell'Horsens di quell'anno, con 8 reti segnate, mentre la squadra chiudeva al 5º posto in campionato. La stagione 2008-2009, conclusa all'ultimo posto in classifica con conseguente retrocessione, è stata la sua ultima in forza all'Horsens.
Prima dell'inizio della Superligaen 2009-2010, Lawan ha firmato un contratto quadriennale con il Nordsjælland, altro club danese. Ben presto si è imposto nell'undici di partenza del tecnico Morten Wieghorst, riuscendo a segnare 7 gol già prima della pausa invernale, ma nella seconda parte della stagione è stato spesso utilizzato solo come sostituto.
Anche nei campionati successivi ha oscillato spesso tra lo status di titolare e quello di panchinaro.
Il 13 maggio 2010 per esempio non ha giocato neppure un minuto nella finale di Coppa di Danimarca 2009-2010 vinta dalla sua squadra, mentre in occasione dell'edizione 2010-2011 (vinta anche in questo caso dal Nordsjælland) è stato proprio Lawan a segnare una doppietta fondamentale per il risultato finale di 3-2. Al termine della Superligaen 2011-2012, inoltre, la squadra ha vinto il primo titolo nazionale della sua storia: Lawan ha contribuito con 27 presenze, partendo spesso dalla panchina.
Nel gennaio del 2013, dopo i 6 anni e mezzo trascorsi in Danimarca, Lawan è tornato a giocare per una squadra svedese con l'ingaggio da parte dell'IFK Norrköping con cui ha firmato un contratto di tre anni. Al termine del primo anno in biancoblu, complici anche alcuni problemi fisici, ha collezionato solo 12 presenze. Durante l'Allsvenskan 2014 ha ottenuto maggiore spazio, giocando 23 partite dal primo minuto e subentrando dalla panchina solo in una partita. È stato invece differente lo spazio concessogli da Janne Andersson in occasione dell'Allsvenskan 2015, chiusa dal Norrköping con un 1º posto a sorpresa: Lawan infatti è partito titolare solo una volta, entrando a partita in corso in 20 occasioni.
Alla scadenza del contratto con il Norrköping, Lawan ha deciso di scendere di categoria per firmare per un anno con il Dalkurd, squadra che si apprestava a iniziare la sua prima stagione nel campionato di Superettan svedese. Il club è noto anche per essere espressione del gruppo etnico curdo, di cui lo stesso Lawan è originario nonostante sia nato in Svezia. Dopo aver rinnovato fino al 2018, Lawan ha potuto festeggiare una storica promozione del Dalkurd nella massima serie svedese avendo chiuso la Superettan 2017 al 2º posto. Nell'Allsvenskan 2018 ha giocato 21 partite e segnato una rete, ma il penultimo posto in classifica ha fatto tornare il Dalkurd nella seconda serie. Lawan è rimasto in rosa e ha disputato 26 presenze nel campionato di Superettan 2019, ma nella prima parte del campionato successivo non è sceso mai in campo, per poi rescindere il contratto nel luglio 2020.
Qualche giorno più tardi è sceso in campo con la maglia del Vasalund, squadra che in quel momento si trovava in testa al campionato di Division 1 Norra, ovvero il girone nord della terza serie nazionale. La squadra ha poi effettivamente conquistato la promozione in Superettan, Lawan è sceso in campo in 9 occasioni ma si è ritirato a fine campionato.

### Allenatore
Dopo aver lavorato per tre anni nelle giovanili del Sirius, Lawan a partire dalla stagione 2025 è diventato capo allenatore del Gefle, club che era appena retrocesso dalla seconda alla terza serie nazionale.

## Palmarès

### Club

#### Competizioni nazionali
- Campionato danese: 1

Nordsjælland: 2011-2012
- Coppa di Danimarca: 2

Nordsjælland: 2009-2010, 2010-2011
- Campionato svedese: 1

Norrköping: 2015
- Supercoppa di Svezia: 1

Norrköping: 2015